# New Moon on Monday
New Moon on Monday, singel av Duran Duran, utgiven i januari 1984. Det var den andra singeln från albumet Seven and the Ragged Tiger och blev en topp 10-hit i både England och USA.

## Låtlista
7" Singel
1. "New Moon on Monday"  – 4:16
2. "Tiger Tiger" (Ian Little Remix) – 3:28

12" Singel
1. "New Moon on Monday" (Dance Mix) – 6:03
2. "New Moon on Monday"  – 4:16
3. "Tiger Tiger" (Ian Little Remix) – 3:28

CD-singel (Inkluderad i Singles Box Set 1981-1985)
1. "New Moon on Monday"  – 4:16
2. "Tiger Tiger" (Ian Little Remix) – 3:28
3. "New Moon on Monday" (Dance Mix) – 6:03

## Listplaceringar
| Lista (1984)   | Topplacering |
| -------------- | ------------ |
| Nederländerna  | 28           |
| Nya Zeeland    | 32           |
| Storbritannien | 9            |

### Fotnoter
1. ↑  ”Listplacering”. http://dutchcharts.nl/showitem.asp?interpret=Duran+Duran&titel=New+Moon+On+Monday&cat=s. Läst 16 september 2011.
2. ↑  ”Listplacering”. Arkiverad från originalet den 10 november 2012. https://web.archive.org/web/20121110160412/http://charts.org.nz/showitem.asp?interpret=Duran+Duran&titel=New+Moon+On+Monday&cat=s. Läst 16 september 2011.
3. ↑  ”Listplacering”. Arkiverad från originalet den 25 maj 2012. https://archive.is/20120525170053/http://www.chartstats.com/release.php?release=11144. Läst 16 september 2011.